# With Love (Suzanne Michaels)
With Love is een single uit 1984 van de Nederlandse zangeres Suzanne Michaels die sinds 1979 actief is.
Het nummer is een cover van het nummer With Love uit 1983 van het Britse trio Casablanca. De Nederlandse Top 40 heeft het nummer niet gehaald (het bleef bij een verblijf van vier weken in de Tipparade), in de Nationale Hitparade Top 50 behaalde het nummer een 40e plaats.

## Tracklist[3]
1. "With Love" (2:56)
2. "Ought To Be" (4:33)

## Nationale Hitparade
| Hitnotering: 24-03-1984 | Hitnotering: 24-03-1984 | Hitnotering: 24-03-1984 |
| Week:                   | 1                       |                         |
| ----------------------- | ----------------------- | ----------------------- |
| Positie:                | 40                      | uit                     |